# Centropogon urubambae
Centropogon urubambae är en klockväxtart som beskrevs av Franz Elfried Wimmer. Centropogon urubambae ingår i släktet Centropogon och familjen klockväxter. Inga underarter finns listade i Catalogue of Life.